# Grigory Spassky
Pour les articles homonymes, voir Spassky.
Grigory Ivanovitch Spassky (en russe Григорий Иванович Спасский), né à Iegorievsk en 1783 et mort le 29 avril 1864 à Moscou, est un explorateur et historien russe,,. 

## Biographie
Spassky est le fils d'un prêtre. Il fréquente le séminaire religieux de Kolomna puis, lorsque le séminaire est déplacé à Toula en 1799 en raison de la dissolution de l'éparchie de Kolomna, Spassky il entre au service du tribunal Ouïezd de Moscou. 
En 1800, il part pour Saint-Pétersbourg et sert dans une exploitation minière. Il assiste à des conférences publiques à l'Académie des sciences et rejoint la Société libre des amis de la science, de la littérature et de l'art en mars 1802. 
Le gouverneur du gouvernement de Tomsk, Wassily Khwostov, le choisit en 1803 avec d'autres fonctionnaires pour servir dans son administration,. Spassky travaille à Krasnoïarsk et à Kouznetsk. En 1805, il participe à l'ambassade de Youri Golovkine en Chine. À partir de mai 1806, il travaille au tribunal de Biïsk. En 1807, il devient l'administrateur du zemstvo de Kouznetsk. En 1808, il explore l'Altaï.
À sa propre demande, Spassky vient à l'usine métallurgique de Kolyvanka-Voskresensky en 1809. À partir de 1812, il travaille dans la mine de Zmeïnogorsk. Il rassemble un matériel étendu sur l'histoire, l'archéologie, l'ethnographie, la nature et l'épigraphie de la Sibérie. Sa grande collection sur l'archéologie est conservée au Musée historique de Moscou. 
Avec le poète Vasily Dmitriev Spassky, il fonde la première revue d'histoire locale russe Sibirski Westnik dans laquelle sont publiées des informations sur l'histoire de la Sibérie et de l'Altaï ainsi que des chroniques et des récits de voyage. 
Spassky devient en 1835 le chef de l'industrie du sel en Crimée et effectue des recherches sur le sujet. En 1838, il prend sa retraite et s'installe à Moscou. Il écrit un lexique sur la production industrielle minière du XVIIIe siècle et la première moitié du XIXe siècle.
Il était membre correspondant de l'Académie des sciences (depuis 1810) et membre de la Société archéologique et numismatique, de la Société russe de géographie et de la Société d'histoire et des antiquités russes. Nikolaï Karamzine a utilisé des chroniques sibériennes des archives personnelles de Spassky pour son histoire de l'État russe. Alexandre Pouchkine a demandé à Spassky des informations sur l'histoire d'Emelian Pougatchev. Il était ami avec Pyotr Frolov (de) en raison de leur intérêt commun pour l'histoire culturelle de la Sibérie.